# Тиксен, Олаф Герхард
Олаф Герхард (Гергард) Тиксен (Тихсен) (нем. Oluf (Olaus) Gerhard Tychsen; 14 декабря 1734, Тённер, Дания — 30 декабря 1815, Росток, Мекленбург-Шверин) — немецкий востоковед, гебраист, палеограф и библиотекарь.
Занимался расшифровкой персепольских надписей древних персов; свои результаты он опубликовал в 1798 году.

## Биография
Родился в датском городе Тённер 14 декабря 1734 года. Посещал сначала гимназию Кристианиум, затем раввинскую школу при синагоге Альтона Ашкенази, которую возглавлял Эйбешюц.
с 1756 года учился в Галльском университете, затем работал в Галле учителем в сиротском доме Франке. В университете он изучал восточные языки и раввинскую литературу. Был миссионером: в 1759 и в 1760 годах путешествовал с целью обращения евреев в христианство.
В 1760 году занял кафедру восточных языков в основанном тогда университете в Бютцове, где и оставался до его закрытия в 1789 году; преподавал иврит и  занимал академическую и библиотекарскую должности. В апреле 1789 году Бютцовский университет вошёл в состав Ростокского университета, в котором Тихсен также преподавал и занимал должность главного библиотекаря (директора библиотеки); с 1813 года был проректором университета. Среди его учеников были: Христиан Френ, ставший профессором Казанского университета и основателем Азиатского музея в Санкт-Петербурге; Христиан Адлер. 
Был основателем арабской палеографии и сделал первые попытки разобрать клинообразные надписи. С 1803 года Тихсен был экстраординарным, а с 1812 года — почётным членом Прусской академии наук. С 1813 года он был иностранным членом Баварской академии наук. В 1813 году Тихсен две почётные докторские степени на богословском и юридическом факультетах Ростокского университета. 
Умер 30 декабря 1815 года в Ростоке. Его богатые коллекции восточного антиквариата и рукописей были приобретены Ростокским университетом. 

## Сочинения
Опубликовал около сорока томов научных исследований. Главное сочинение Тиксена: Bützowische Nebenstunden (6 тт., Висмар, 1766—1769), где имелся богатый материал касательно текста Библии на основании еврейских комментаторов, таких как Раши, и древних переводов Септуагинты и Таргума. 
Написал также: «Elementale Arabicum» (Росток, 1792), «Elementale Syriacum» (Росток, 1793), «Physiologus Syrus» (Росток, 1795) и др. В одной из своих работ Тиксен оспаривал достоверность еврейских монет времен Маккавеев.